# Чабі (ван Сілли)
Чабі (кор. 자비, 慈悲, Jabi, Chabi; пом. 479) — корейський правитель, двадцятий володар (маріпкан) держави Сілла періоду Трьох держав. Сприяв централізації держави.

## Життєпис
Старший син маріпкана Нольджи й Ахьо Буїн, доньки маріпкана Сільсона. 458 року після смерті батька посів трон Сілли. 459 року зазнав нападу військ з держави Яматай, які взяли в облогу фортецю правителя Банволсон. Війська Чабі знищили ворога у гирлі річки Хьонсан.
Для зміцнення держави та захисту її від зовнішніх ворогів розпочав послідовну політику з приборкання аристократів, зміцнення авторитету володаря та централізації управління.
461 року одружився з дочкою впливового аристократа Кім Місагуна. 462 року зазнав нового нападу яматайців, які захопили 1 тисячу полонених. 463 року Чабі вдалося завдати поразки Яматай під час нового нападу. 464 року ван наказав звести дві фортеці для оборони узбережжя. 467 року було створено флот для захисту від нападників. 468 року почалося зведення оборонних укріплень на півночі для захисту від Когурьо та племен мохе. 470 року зведено фортецю Самньонсансон, 471 року — Молосон, 473 року — відремонтовано фортецю Мьонхвалсон, 474 року — побудовано замки Ілмо, Сасі, Гвансон, Дабдал, Гульє, Чвала.
474 року Чабі уклав союз з Керо, ваном Пекче. 475 року Чабі відрядив 10-тисячну армію на допомогу Керо, якого атакували війська Когурьо. Проте вона прибула надто пізно. Керо стратили представники аристократів. 476 року Сілла надала допомогу новому пекчеському вану Мунджу у війні проти Когурьо. Водночас у 476—477 роках маріпкан вів запеклі війни з яматайцями.
Помер 479 року. Трон успадкував його молодший син Соджи.